# Tibetska visoravan
Tibetska visoravan (tibetski: བོད་ས་མཐོ།, Vajli: bod sa mtho), takođe poznata u Kini i kao Ćinghaj–tibetska visoravan ili Ćing–Cang visoravan ili kao Himalajska visoravan u Indiji, je ogromna uzvišena visoravan u Centralnoj Aziji i Istočnoj Aziji, koja pokriva većinski deo Tibetskog autonomnog regiona, Severozapadnog Junana, Zapadne polovine Sičuana, Južnog Gansua i Ćinghaj provincije u zapadnoj Kini, Indijske regione Ladak i Lahaul i Spiti (Himalajski Pradeđ) kao i Butan. Ova visoravan se proteže približno 1.000 km (620 mi) od severa do juga, i 2.500 km (1.600 mi) od istoka do zapada. To je najviša i najveća visoravan na svetu, sa površinom od 2.500.000 km2 (970.000 sq mi) (oko pet puta veličine Metropolitanske Francuske). Njena prosečna elevacija nadmašuje 4.500 m (14.800 ft) i okružena je impozantnim planinskim lancima u kojima se nalaze dva najviša svetska vrha, Mont Everest i K2. Tibetska visoravan se često naziva „krovom sveta”.
Tibetska visoravan sadrži izvorišta slivova većine tokova u okolnim regionima. Njegove desetine hiljada glečera i drugih geografskih i ekoloških karakteristika služe kao „vodeni toranj” koji čuva vodu i održava protok. Ponekad se naziva i Trećim polom s obzirom na to da njegova ledena polja sadrže najveću rezervu sveže vode izvan polarnih područja. Uticaj globalnog zagrevanja na Tibetsku visoravan je od velikog naučnog interesa.

## Literatura
- Hopkirk, Peter (1983). Trespassers on the Roof of the World: The Secret Exploration of Tibet. J. P. Tarcher. ISBN 978-0-87477-257-9.
- Brantingham, P. J. & Xing, G. (2006). „Peopling of the northern Tibetan Plateau”. World Archaeology. 38 (3): 387—414. S2CID 13534630. doi:10.1080/00438240600813301.
- Achache, José; Courtillot, Vincent; Xiu, Zhou Yao (1984). „Paleogeographic and tectonic evolution of southern Tibet since Middle Cretaceous time: New paleomagnetic data and synthesis”. Journal of Geophysical Research. 89 (B12): 10311—10340. Bibcode:1984JGR....8910311A. doi:10.1029/JB089iB12p10311.
- Besse, J.; Courtillot, V.; Pozzi, J.P.; Westphal, M.; Zhou, Y.X. (18. 10. 1984). „Palaeomagnetic estimates of crustal shortening in the Himalayan thrusts and Zangbo Suture”. Nature. 311 (5987): 621—626. Bibcode:1984Natur.311..621B. doi:10.1038/311621a0.
- Besse, Jean; Courtillot, Vincent (10. 10. 1988). „Paleogeographic maps of the continents bordering the Indian Ocean since the Early Jurassic”. Journal of Geophysical Research. 93 (B10): 11791—11808. Bibcode:1988JGR....9311791B. ISSN 0148-0227. doi:10.1029/JB093iB10p11791.
- Bingham, Douglas K.; Klootwijk, Chris T. (27. 3. 1980). „Palaeomagnetic constraints on Greater India's underthrusting of the Tibetan Plateau”. Nature. 284 (5754): 336—338. Bibcode:1980Natur.284..336B. doi:10.1038/284336a0.
- Blanford, W.T.; Medlicott, H.B. (1879). „A manual of the geology of India”. Nature. Calcutta. 20 (504): 191. Bibcode:1879Natur..20..191H. doi:10.1038/020191a0.
- Brookfield, M.E. (1993). „The Himalaya passive margin from Precambrian to Cretaceous times”. Sedimentary Geology. 84 (1–4): 1—35. Bibcode:1993SedG...84....1B. doi:10.1016/0037-0738(93)90042-4.
- Burbank, Douglas W.; Leland, John; Fielding, Eric; Anderson, Robert S.; Brozovic, Nicholas; Reid, Mary R.; Duncan, Christopher (8. 2. 1996). „Bedrock incision, rock uplift and threshold hillslopes in the northwestern Himalayas”. Nature. 379 (6565): 505—510. Bibcode:1996Natur.379..505B. doi:10.1038/379505a0.
- Dewey, J.F. (1988). „Extensional collapse of orogens”. Tectonics. 7 (6): 1123—1139. Bibcode:1988Tecto...7.1123D. doi:10.1029/TC007i006p01123.
- Dewey, J.F.; Cande, S.; Pitman III, W.C. (1989). „Tectonic evolution of the Indian/Eurasia Collision Zone”. Eclogae Geologicae Helvetiae. 82 (3): 717—734.
- Dèzes, Pierre (1999). Tectonic and metamorphic Evolution of the Central Himalayan Domain in Southeast Zanskar (Kashmir, India). Mémoires de Géologie (Теза). 32. University of Lausanne. стр. 149. ISSN 1015-3578.
- Ding, Lin; Kapp, Paul; Wan, Xiaoqiao (6. 5. 2005). „Paleocene-Eocene record of ophiolite obduction and initial India-Asia collision, south central Tibet”. Tectonics. 24 (3): TC3001. Bibcode:2005Tecto..24.3001D. S2CID 39124270. doi:10.1029/2004TC001729.
- Le Fort, P.; Cronin, V. S. (1. 9. 1988). „Granites in the Tectonic Evolution of the Himalaya, Karakoram and Southern Tibet”. Philosophical Transactions of the Royal Society of London. Series A, Mathematical and Physical Sciences. 326 (1589): 281—299. Bibcode:1988RSPTA.326..281F. doi:10.1098/rsta.1988.0088.
- Frank, W.; Gansser, A.; Trommsdorff, V. (1977). „Geological observations in the Ladakh area (Himalayas); a preliminary report”. Schweizerische Mineralogische und Petrographische Mitteilungen Bulletin. 57 (1): 89—113.
- Girard, M.; Bussy, F. (1998). „Late Pan-African magmatism in Himalaya: new geochronological and geochemical data from the Ordovician Tso Morari metagranites (Ladakh, NW India)”. Schweizerische Mineralogische und Petrographische Mitteilungen Bulletin. 79: 399—418.
- Heim, A.; Gansser, A. (1939). „Central Himalaya; geological observations of the Swiss expedition 1936”. Schweizer. Naturf. Ges., Denksch. 73 (1): 245.
- Klootwijk, C.T.; Conaghan, P.J.; Powell, C.McA. (октобар 1985). „The Himalayan Arc: large-scale continental subduction, oroclinal bending and back-arc spreading”. Earth and Planetary Science Letters. 75 (2–3): 167—183. Bibcode:1985E&PSL..75..167K. doi:10.1016/0012-821X(85)90099-8.
- Klootwijk, Chris T.; Gee, Jeff S.; Peirce, John W.; Smith, Guy M.; McFadden, Phil L. (мај 1992). „An early India-Asia contact: Paleomagnetic constraints from Ninetyeast Ridge, ODP Leg 121”. Geology. 20 (5): 395—398. Bibcode:1992Geo....20..395K. doi:10.1130/0091-7613(1992)020<0395:AEIACP>2.3.CO;2.
- Molnar, P.; Tapponnier, P. (1975). „Cenozoic tectonics of Asia; effects of a continental collision”. Science. 189 (4201): 419—426. Bibcode:1975Sci...189..419M. PMID 17781869. doi:10.1126/science.189.4201.419.
- Patriat, Philippe; Achache, José (18. 10. 1984). „India-Eurasia collision chronology has implications for crustal shortening and driving mechanism of plates”. Nature. 311 (5987): 615—621. Bibcode:1984Natur.311..615P. doi:10.1038/311615a0.
- Le Pichon, Xavier; Fournier, Marc; Jolivet, Laurent (1992). „Kinematics, topography, shortening, and extrusion in the India-Eurasia collision”. Tectonics. 11 (6): 1085—1098. Bibcode:1992Tecto..11.1085L. CiteSeerX 10.1.1.635.2173 . doi:10.1029/92TC01566.
- Ricou, L.M. (1994). „Tethys reconstructed: plates, continental fragments and their Boundaries since 260 Ma from Central America to South-eastern Asia”. Geodinamica Acta. 7 (4): 169—218. doi:10.1080/09853111.1994.11105266.
- Stampfli, G.M.; Mosar, J.; Favre, P.; Pillevuit, A.; Vannay, J.-C. (1998). „Permo-Triassic evolution of the western Tethyan realm: the Neotethys/east-Mediterranean basin connection”. PeriThetys. 3.
- Stampfli, G.M. (2000).  E. Bozkurt; J.A. Winchester; J.D.A. Piper, ур. „Tectonics and magmatism in Turkey and surrounding area”. Geological Society of London, Special Publications. 173: 1—23. doi:10.1144/GSL.SP.2000.173.01.01.
- Stampfli, G.M.; Mosar, J.; Favre, P.; Pillevuit, A.; Vannay, J.-C. (2001). „Permo-Mesozoic evolution of the western Tethyan realm: the Neotethys/East- Mediterranean connection”.  Ур.: P.A. Ziegler; W. Cavazza; A.H.F. Robertson; S. Crasquin-Soleau. PeriTethys memoir 6: Peritethyan rift/wrench basins and passive margins. IGCP 369. Mém. Museum Nat. Hist. Nat. 186. стр. 51—108.
- Stampfli, G.M.; Borel, G.D. (28. 2. 2002). „A plate tectonic model for the Paleozoic and Mesozoic constrained by dynamic plate boundaries and restored synthetic oceanic isochrons”. Earth and Planetary Science Letters. 196 (1): 17—33. Bibcode:2002E&PSL.196...17S. doi:10.1016/S0012-821X(01)00588-X.
- Stampfli, GM; Borel, GD (2004). „The TRANSMED Transects in Space and Time: Constraints on the Paleotectonic Evolution of the Mediterranean Domain”.  Ур.: Cavazza W; Roure F; Spakman W; Stampfli GM; Ziegler P. The TRANSMED Atlas: the Mediterranean Region from Crust to Mantle. Springer Verlag. ISBN 978-3-540-22181-4.
- Steck, A.; Spring, L.; Vannay, J.C.; Masson, H.; Stutz, E.; Bucher, H.; Marchant, R.; Tièche, J.C. (1993). „Geological Transect Across the Northwestern Himalaya in eastern Ladakh and Lahul (A Model for the Continental Collision of India and Asia)” (PDF). Eclogae Geologicae Helvetiae. 86 (1): 219—263.
- Steck, A.; Spring, L.; Vannay, J.C.; Masson, H.; Bucher, H.; Stutz, E.; Marchant, R.; Tieche, J.C. (1993).  Treloar, P. J.; Searle, M. P., ур. „The tectonic evolution of the northwestern Himalaya in eastern Ladakh and Lahul, India, in Himalayan Tectonics”. Geological Society, London, Special Publications. 74 (1): 265—276. Bibcode:1993GSLSP..74..265S. ISSN 0305-8719. doi:10.1144/GSL.SP.1993.074.01.19.
- Yin, An (мај 2006). „Cenozoic tectonic evolution of the Himalayan orogen as constrained by along-strike variation of structural geometry, exhumation history, and foreland sedimentation”. Earth-Science Reviews. 76 (1–2): 1—131. Bibcode:2006ESRv...76....1Y. ISSN 0012-8252. doi:10.1016/j.earscirev.2005.05.004.

## Spoljašnje veze
- ON THINNER ICE 如履薄冰 (by GRIP, Asia Society and MediaStorm)
- The Third Pole: Understanding Asia's Water Crisis
- „The End of Earth's Summer”. Архивирано из оригинала 24. 07. 2002. г.
- Long Rivers and Distant Sources
- „"Roof of the Earth" Offers Clues About How Our Planet Was Shaped”. Архивирано из оригинала 31. 10. 2012. г.
- Plateau Perspectives (international NGO)
- „Leaf morphology and the timing of the rise of the Tibetan Plateau”. Архивирано из оригинала 21. 07. 2003. г.
- „Protected areas of the Tibetan Plateau region”. Архивирано из оригинала 10. 05. 2007. г.
- „North Tibetan Plateau-Kunlun Mountains alpine desert”. Terrestrial Ecoregions. World Wildlife Fund.
- Photos of Tibetan nomads
- „"Roof of the Earth" Offers Clues About How Our Planet Was Shaped”. Архивирано из оригинала 01. 05. 1997. г.
- „Contemporary lifestyle and language learning center from Tibet lhasa, the official language of Tibetan. podcast.”. Архивирано из оригинала 01. 02. 2015. г.
- Tibetan History-The true history of any region cannot be fully understood without knowing the basic characteristics of a region and of its inhabitants